# Pulsbreddemodulation
 Denne artikel bør gennemlæses af en person med fagkendskab for at sikre den faglige korrekthed.

Pulsbreddemodulation går kort ud på at ændre bredden af pulse på udgangen, alt afhængig af amplituden af signalet på indgangen. Det der sker er at man ændrer pulsbredden af signalet men holder periodetiden konstant. Der sker en transformation fra at informationen ligger i amplituden af indgangssignalet til at informationen ligger i pulsbredden af udgangssignalet. 

## Anvendelse i elektroniske instrumenter
Kontrollen pulsewidth (eller PWM) på en synthesizer justerer forholdet mellem de to perioder i en firkantsvingning i oscillator-sektionen.
I en normal firkantsvingning er de to perioder lige lange. Ved at ændre på forholdet mellem de to perioder kan man ændre klangfarven på firkantbølgen og gøre den mere "spids" eller "blød". På den måde får man en større palette af klange til rådighed.
Endnu vigtigere er imidlertid muligheden for at modulere pulsbredden med et andet signal, f.eks. fra  Envelope eller LFO. Ved at modulere pulsbredden med Envelope får man en klang, som ændres i takt med anslaget. Modulerer man pulsbredden med LFO, vil klangen ændre sig rytmisk i takt med LFO.